# Fischbach (Gersprenz)
Der Fischbach ist ein knapp zehn Kilometer langer linker und westlicher Zufluss der Gersprenz im Landkreis Darmstadt-Dieburg in Hessen.

## Geographie

### Verlauf
Der Fischbach entspringt am Ostrand der Ortslage von Modautal-Lützelbach, knapp östlich des 405 Meter hohen Übergangs in das Talsystem der Modau, durchfließt in allgemein nordöstlicher Richtung einige Ortsteile der nach ihm benannten Gemeinde Fischbachtal und mündet bei Groß-Bieberau in die Gersprenz.
Die Talaue des Fischbachs zwischen Billings und Niedernhausen wurde unter dem Namen Herrensee von Niedernhausen als Natura-2000-Gebiet unter Schutz gestellt.

### Zuflüsse
Hierarchische Liste einer Auswahl der Zuflüsse, jeweils von der Quelle zur Mündung.
- Bärlingsbach (rechts), 0,8 km
- Steinbach (rechts), 3,5 km 
  - Steinbach (rechts), 1,0 km
- Meßbach (rechts), 2,2 km
- Nonroder Bach (rechts), 3,0 km
  - Bach von der Jostkirche (rechts), 1,0 km
- Wolfsgraben (rechts), 1,2 km
- Bach vom Eselsbrunnen (links), 1,0 km
- Rodauer Bach (links), 2,9 km
  - Asbach (links), 2,5 km
    - Bach von der Donnerbockswiese (links), 1,7 km

  - Johannisbach (rechts), 5,5 km
    - Lützelbach (rechts), 1,3 km
    - Hottenbach (rechts), 2,8 km

  - Bach von dem Nobkunz (links), 0,7 km
  - Bierbach (rechts), 1,6 km
- Alte Bach (links), 1,3 km
- Flurbach (links), 1,3 km

### Flusssystem Gersprenz
- Fließgewässer im Flusssystem Gersprenz

### Ortschaften
- Lützelbach
- Steinau
- Billings
- Niedernhausen
- Groß-Bieberau

## Daten und Charakter
Der Fischbach ist ein silikatischer Mittelgebirgsbach, und seine dominante Fischregion ist die Untere Forellenregion.
Das Einzugsgebiet des Fischbaches  beträgt 3.791,91 ha und seine mittlere Abflussmenge (MQ) 396 l/s. Seine biologischen Qualitätskomponenten werden als mäßig eingestuft. Er hat 21 unpassierbare oder weitgehend unpassierbare Wanderhindernisse, und bei seiner Strukturgüte werden knapp 95 % als defizitär angesehen.

## Sehenswürdigkeiten und Bauwerke
- Schloss Lichtenberg und das Bollwerk
- Die Schneckenkapelle in Billings